# Tribüne Bergpreis 1964
Der Tribüne Bergpreis 1964 war die 8. Austragung des seit 1957 ausgefahrenen Straßenradrennens in der DDR. Es fand am 30. August in Blankenburg im Harz statt. Sieger wurde Egon Adler.

## Strecke
Start und Ziel des Eintagesrennens waren in Blankenburg im Harz. Die Strecke führte über einen Rundkurs mit je 75 Kilometer Länge, der zweimal gefahren wurde. Insgesamt wurden 150 Kilometer absolviert. Die Schwierigkeiten des Kurses lagen insbesondere im Anstieg zur Roßtrappe und dem insgesamt bergigen Profil.

## Rennverlauf
Unter den 68 Radrennfahrern am Start waren auch Mannschaften aus Dänemark und Polen.
Veranstalter war der Deutsche Radsport-Verband der DDR. Organisiert wurde das Rennen von der BSG Lok Blankenburg und von der Tageszeitung des FDGB „Tribüne“ unterstützt. Nach 100 Kilometern bildeten 27 Fahrer die Spitze, die auch gemeinsam das Ziel erreichten. Im Zielsprint setzte sich Egon Adler klar durch. Adler feierte damit seinen vierten Sieg in diesem Rennen.

## Ergebnis
| Platz | Fahrer              | Verein/Land          | Zeit (h) |
| ----- | ------------------- | -------------------- | -------- |
| 01.   | Egon Adler          | ASK Vorwärts Leipzig | 4:07:14  |
| 02.   | Rüdiger Tanneberger | SC Karl-Marx-Stadt   | gl. Zeit |
| 03.   | Axel Peschel        | SC Dynamo Berlin     | gl. Zeit |
| 04.   | Jørgen Emil Hansen  | Dänemark             | gl. Zeit |
| 05.   | Eberhard Butzke     | SC Dynamo Berlin     | gl. Zeit |
| 06.   | Günter Liebold      | SC Dynamo Berlin     | gl. Zeit |
| 0 …   |                     |                      |          |